# Бельгия на Европейских играх 2015
Бельгия на I Европейских играх, которые прошли в июне 2015 года в столице Азербайджана, в городе Баку, была представлена 117 спортсменами..

## Награды

### Золото
| Золото |                                             |                                 |
| #      | Спортсмены                                  | Вид спорта (дисциплина)         |
| 1      | Кат Дюмарей, Юли Ван Гелдер, Инеке Ван Схор | Акробатика, группы (многоборье) |
| 2      | Кат Дюмарей, Юли Ван Гелдер, Инеке Ван Схор | Акробатика, группы (баланс)     |
| 3      | Кат Дюмарей, Юли Ван Гелдер, Инеке Ван Схор | Акробатика, группы (динамика)   |
| 4      | Шарлин ван Сник                             | Дзюдо, (до 48 кг)               |

### Серебро
| Серебро |                                 |                                         |
| #       | Спортсмены                      | Вид спорта (дисциплина)                 |
| 1       | Яна Ваставел, Солано Кассамайор | Акробатика, смешанные пары (многоборье) |
| 2       | Яна Ваставел, Солано Кассамайор | Акробатика, смешанные пары (динамика)   |
| 3       | Яна Ваставел, Солано Кассамайор | Акробатика, смешанные пары (баланс)     |
| 4       | Лианн Тан                       | Бадминтон, одиночный разряд (женщины)   |

### Бронза
| Бронза |                   |                               |
| #      | Спортсмены        | Вид спорта (дисциплина)       |
| 1      | Си Мохаммед Кетби | Тхэквондо (мужчины, до 58 кг) |
| 2      | Дирк ван Тихелт   | Дзюдо, (до 73 кг)             |
| 3      | Тома Никифоров    | Дзюдо, (до 100 кг)            |

## Состав команды
Велоспорт-маунтинбайк
- Джефф Лютен
- Свен Нюс

 Карате
- Неле де Вос

 Триатлон
- Петер Дентенер
- Шарлотте Дельдале
- Клэр Михел
- Софи Хоге

 Тхэквондо
- Жауад Ашаб

## Результаты

### Велоспорт

#### Маунтинбайк
Соревнования по маунтинбайку проводилились в построенном специально для игр велопарке. Дистанция у мужчин составляла 36,7 км, а у женщин 27,9 км.
Мужчины
| Соревнование | Спортсмены  | Результат | Место | Отставание |
| ------------ | ----------- | --------- | ----- | ---------- |
| Кросс-кантри | Свен Нюс    | 1:49:18   | 23    | +8:14      |
| Кросс-кантри | Джефф Лютен | DNF       | —     | —          |

### Гребля на байдарках и каноэ
Соревнования по гребле на байдарках и каноэ проходили в городе Мингечевир на базе олимпийского учебно-спортивного центра «Кюр». Разыгрывалось 15 комплектов наград. В каждой дисциплине соревнования проходили в три этапа: предварительный раунд, полуфинал и финал.
| Соревнование     | Спортсмены      | Предварительный раунд | Предварительный раунд | Предварительный раунд | Полуфинал | Полуфинал | Полуфинал | Финал    | Финал   | Итоговое место |
| Соревнование     | Спортсмены      | Заплыв                | Время                 | Место                 | Заплыв    | Время     | Место     | Время    | Место   | Итоговое место |
| ---------------- | --------------- | --------------------- | --------------------- | --------------------- | --------- | --------- | --------- | -------- | ------- | -------------- |
| K-1, 1000 метров | Лоренс Панекуке | 2                     | 3:39,673              | 4 (Q)                 | 3         | 3:29,689  | 5 (QB)    | Финал B  | Финал B | 12             |
| K-1, 1000 метров | Лоренс Панекуке | 2                     | 3:39,673              | 4 (Q)                 | 3         | 3:29,689  | 5 (QB)    | 3:36,092 | 3       | 12             |

### Карате
Соревнования по карате проходили в Бакинском кристальном зале. В каждой весовой категории принимали участие по 8 спортсменов, разделённых на 2 группы. Из каждой группы в полуфинал выходили по 2 спортсмена, которые по системе плей-офф разыгрывали медали Европейских игр.
Женщины
| Соревнование | Спортсмены  | Групповой этап          | Групповой этап       | Групповой этап        | Место | 1/2 финала            | Финал                 | Итоговое место        |
| Соревнование | Спортсмены  | 1 поединок              | 2 поединок           | 3 поединок            | Место | 1/2 финала            | Финал                 | Итоговое место        |
| ------------ | ----------- | ----------------------- | -------------------- | --------------------- | ----- | --------------------- | --------------------- | --------------------- |
| До 61 кг     | Неле де Вос | Группа A                | Группа A             | Группа A              | 3     | Завершила выступление | Завершила выступление | Завершила выступление |
| До 61 кг     | Неле де Вос | И. К. Коста (ESP) В 1:0 | Л. Иньяс (FRA) П 0:2 | Т. Ристич (SLO) П 0:7 | 3     | Завершила выступление | Завершила выступление | Завершила выступление |

### Триатлон
Мужчины
| Соревнование | Спортсмены     | Плавание | Смена | Велоспорт | Смена | Бег   | Итоговое время | Место | Отставание |
| ------------ | -------------- | -------- | ----- | --------- | ----- | ----- | -------------- | ----- | ---------- |
| Мужчины      | Петер Дентенер | 19:36    | 0:43  | 57:34     | 0:23  | 35:29 | 1:53:45        | 30    | +5:14      |

Женщины
| Соревнование | Спортсмены        | Плавание | Смена | Велоспорт | Смена | Бег   | Итоговое время | Место | Отставание |
| ------------ | ----------------- | -------- | ----- | --------- | ----- | ----- | -------------- | ----- | ---------- |
| Женщины      | Клэр Михел        | 21:51    | 0:48  | 1:05:21   | 0:29  | 35:41 | 2:04:10        | 8     | +3:42      |
| Женщины      | Софи Хоге         | 21:52    | 0:53  | 1:05:10   | 0:31  | 39:00 | 2:07:26        | 22    | +6:58      |
| Женщины      | Шарлотте Дельдале | 20:43    | 0:48  | 1:06:21   | 0:23  | 39:27 | 2:07:42        | 24    | +7:14      |

### Тхэквондо
Соревнования по тхэквондо проходят по системе с выбыванием. Для победы в турнире спортсмену необходимо одержать 4 победы. Тхэквондисты, проигравшие по ходу соревнований будущим финалистам, принимают участие в утешительном турнире за две бронзовые медали.
Мужчины
| Категория | Спортсмены | Первый раунд             | Четвертьфинал        | Полуфинал            | Финал                | Место |
| Категория | Спортсмены | Соперник Результат       | Соперник Результат   | Соперник Результат   | Соперник Результат   | Место |
| --------- | ---------- | ------------------------ | -------------------- | -------------------- | -------------------- | ----- |
| до 68 кг  | Жауад Ашаб | К. Тревизо (ITA) П 10:13 | Завершил выступление | Завершил выступление | Завершил выступление | 11    |